# Cámara de Schmidt

Rayos ópticos dentro de una cámara de Schmidt

La cámara de Schmidt, o comúnmente telescopio de Schmidt, es una cámara astronómica diseñada para proveer amplios rangos de vista con aberraciones limitadas. Otros diseños similares son la cámara de Wright y el telescopio Lurie-Houghton.

## Invención y diseño
La cámara de Schmidt fue inventada por el estonio Bernhart Schmidt en 1930. Sus componentes ópticos son un espejo primario esférico sencillo y un lente corrector asférico, conocido como plato corrector, localizado en el centro de la curvatura del espejo primario. La película o el detector es colocado dentro de la cámara en el primer enfoque. 
El diseño está preparado para permitir radios focales muy rápidos controlando el coma y el astigmatismo.
Las cámaras de Schmidt tienen planos focales muy curvados, lo que exige que la película, la placa u otro detector sean correspondientemente curvos. En algunos casos el detector se fabrica curvo; en otros medios este es mecánicamente ajustado a la forma del plano focal mediante el uso de clips de retención o pernos, o por la aplicación de vacío.

## Aplicaciones

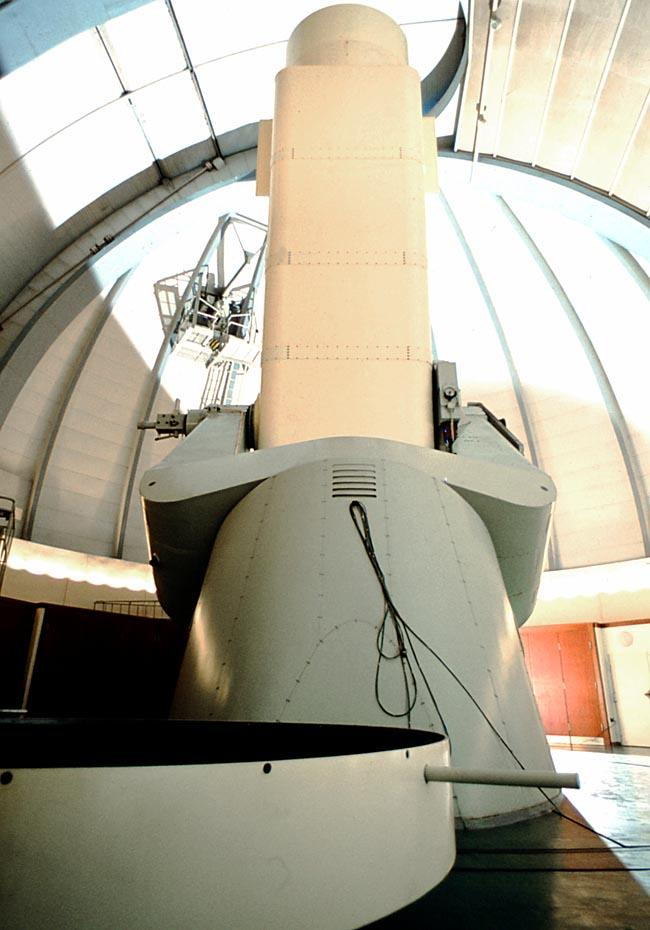
El telescopio de Schmidt del observatorio Karl Schwarzschild es la cámara de Schmidt más grande del mundo.

La cámara de Schmidt es usada típicamente como un instrumento de recopilación de datos, para programas de investigación en los cuales una gran cantidad de cielo debe ser observada. Estos incluyen investigaciones astronómicas, búsquedas de cometas y asteroides y la búsqueda de novas.
A principios de la década de 1970, Celestron comercializó una cámara de Schmidt de 8 pulgadas. La cámara fue diseñada en la fábrica y fue hecha de materiales con bajos coeficientes de expansión. Los primeros modelos requerían que el fotógrafo cortara y desarrollara cuadros individuales de 35 mm ya que el sujetador de la película fotográfica solo podía sostener un cuadro de la película. 
Fueron producidas alrededor de 300 cámaras de Schmidt por parte de Celestron.
Además, las cámaras de Schmidt y sus diseños derivados son frecuentemente utilizados para rastrear satélites artificiales en órbita terrestre.
El sistema de Schmidt fue popular, usado a la inversa, para sistemas de proyección de televisión. Grandes proyectores de Schmidt fueron utilizados en los cines y sistemas tan pequeños como de 8 pulgadas fueron hechos para uso casero.
Un telescopio de Schmidt fue el corazón del satélite Hipparcos de la Agencia Espacial Europea (1989-1993). Esto fue usado en la investigación hecha por el Hipparcos que midió las distancias de más de un millón de estrellas con una precisión sin precedentes. Esto incluyó el 99% de las estrellas de hasta magnitud 11. El espejo esférico usado en el telescopio era increíblemente exacto. Si este fuera comparado en escala con el tamaño del Océano Atlántico, irregularidades en su superficie serían de alrededor de 1 dm de altura.
Otra cámara de Schmidt famosa y productiva es la del telescopio Oschin Schmidt en el observatorio Palomar, que fue usado en la “Palomar Observatory Sky Survey” (POSS, 1958) de la sociedad National Geographic. El telescopio de Schmidt del observatorio Karl Schwarzschild es la cámara de Schmidt más grande del mundo.